# 24 uur van Le Mans 1987

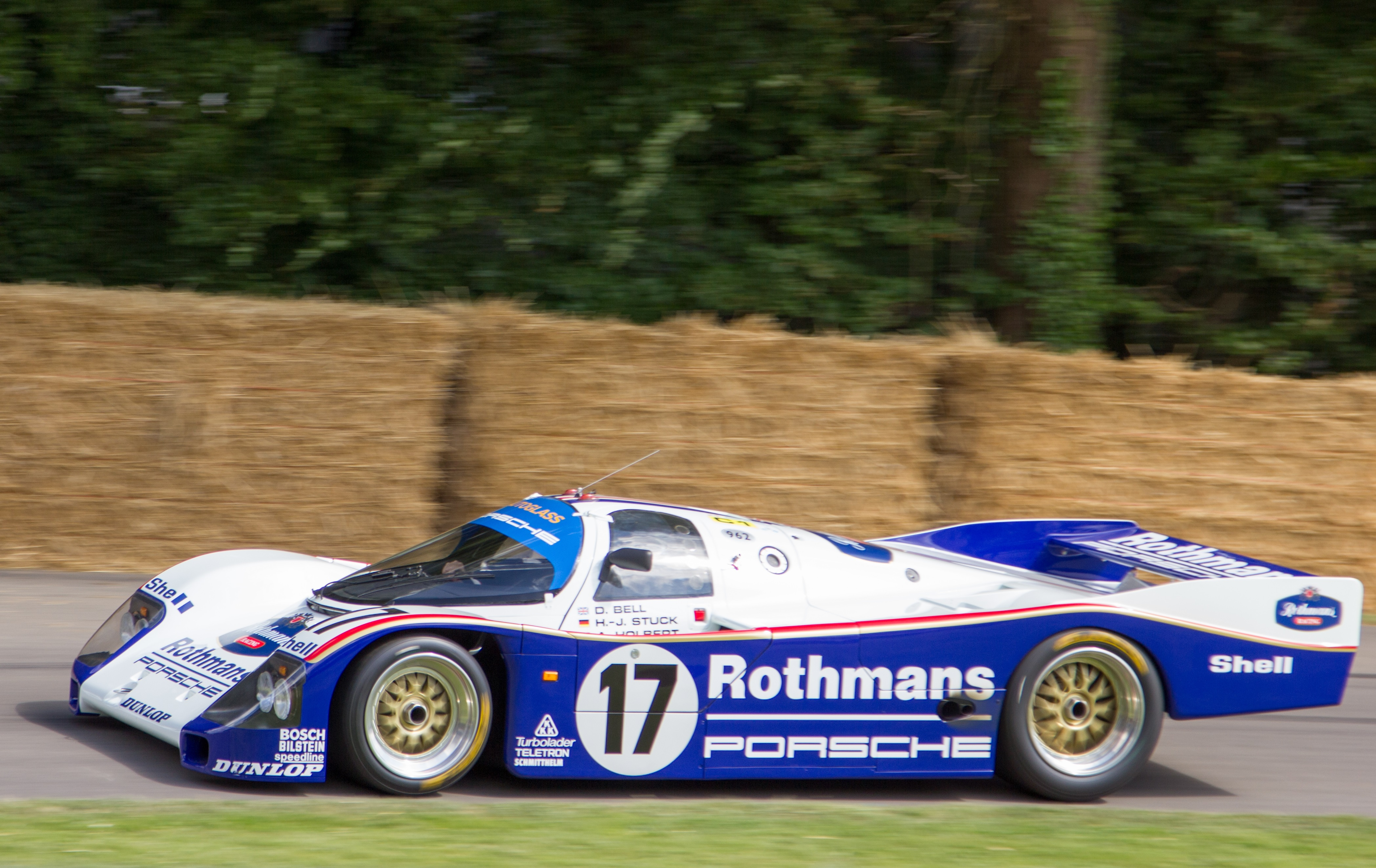
De winnende auto: de Porsche 962C #17.

De 24 uur van Le Mans 1987 was de 55e editie van deze endurancerace. De race werd verreden op 13 en 14 juni 1987 op het Circuit de la Sarthe nabij Le Mans, Frankrijk.
De race werd gewonnen door de Rothmans Porsche #17 van Hans-Joachim Stuck, Derek Bell en Al Holbert. Het was het tweede opeenvolgende jaar dat dit trio de race won. Voor Stuck was het zijn tweede Le Mans-zege, voor Holbert zijn derde en voor Bell zijn vijfde. De C2-klasse werd gewonnen door de Spice Engineering #111 van Gordon Spice, Fermín Vélez en Philippe de Henning. De GTP-klasse werd gewonnen door de Mazdaspeed Co. Ltd. #202 van Dave Kennedy, Mark Galvin en Pierre Dieudonné.

## Race
Winnaars in hun klasse zijn vetgedrukt. Auto's die minder dan 70% van de afstand van de winnaar (248 ronden) hadden afgelegd werden niet geklasseerd.
| Pos. | Klasse | No. | Team                                  | Coureurs                                                          | Chassis                            | Banden | Ronden |
| Pos. | Klasse | No. | Team                                  | Coureurs                                                          | Motor                              | Banden | Ronden |
| ---- | ------ | --- | ------------------------------------- | ----------------------------------------------------------------- | ---------------------------------- | ------ | ------ |
| 1    | C1     | 17  | Rothmans Porsche                      | Hans-Joachim Stuck Derek Bell Al Holbert                          | Porsche 962C                       | D      | 355    |
| 1    | C1     | 17  | Rothmans Porsche                      | Hans-Joachim Stuck Derek Bell Al Holbert                          | Porsche Type-935 3.0L Turbo Flat-6 | D      | 355    |
| 2    | C1     | 72  | Primagaz Competition                  | Jürgen Lässig Pierre Yver Bernard de Dryver                       | Porsche 962C                       | G      | 335    |
| 2    | C1     | 72  | Primagaz Competition                  | Jürgen Lässig Pierre Yver Bernard de Dryver                       | Porsche Type-935 2.8L Turbo Flat-6 | G      | 335    |
| 3    | C1     | 13  | Primagaz Competition                  | Pierre-Henri Raphanel Yves Courage Hervé Regout                   | Cougar C20                         | M      | 332    |
| 3    | C1     | 13  | Primagaz Competition                  | Pierre-Henri Raphanel Yves Courage Hervé Regout                   | Porsche Type-935 2.8L Turbo Flat-6 | M      | 332    |
| 4    | C1     | 11  | Porsche Kremer Racing                 | George Fouché Franz Konrad Wayne Taylor                           | Porsche 962C                       | Y      | 327    |
| 4    | C1     | 11  | Porsche Kremer Racing                 | George Fouché Franz Konrad Wayne Taylor                           | Porsche Type-935 2.8L Turbo Flat-6 | Y      | 327    |
| 5    | C1     | 4   | Silk Cut Jaguar Tom Walkinshaw Racing | Eddie Cheever Raul Boesel Jan Lammers                             | Jaguar XJR-8LM                     | D      | 325    |
| 5    | C1     | 4   | Silk Cut Jaguar Tom Walkinshaw Racing | Eddie Cheever Raul Boesel Jan Lammers                             | Jaguar 6.9L V12                    | D      | 325    |
| 6    | C2     | 111 | Spice Engineering                     | Gordon Spice Fermín Vélez Philippe de Henning                     | Spice SE86C                        | A      | 321    |
| 6    | C2     | 111 | Spice Engineering                     | Gordon Spice Fermín Vélez Philippe de Henning                     | Ford Cosworth DFL 3.3L V8          | A      | 321    |
| 7    | GTP    | 202 | Mazdaspeed Co. Ltd.                   | Dave Kennedy Mark Galvin Pierre Dieudonné                         | Mazda 757                          | D      | 319    |
| 7    | GTP    | 202 | Mazdaspeed Co. Ltd.                   | Dave Kennedy Mark Galvin Pierre Dieudonné                         | Mazda 13G 2.0L 3-Rotor             | D      | 319    |
| 8    | C2     | 102 | Ecurie Ecosse                         | David Leslie Ray Mallock Marc Duez                                | Ecosse C286                        | Y      | 308    |
| 8    | C2     | 102 | Ecurie Ecosse                         | David Leslie Ray Mallock Marc Duez                                | Ford Cosworth DFL 3.3L V8          | Y      | 308    |
| 9    | C2     | 121 | Cosmik GP Motorsport                  | Dudley Wood Costas Los Tom Hessert                                | Tiga GC287                         | G      | 275    |
| 9    | C2     | 121 | Cosmik GP Motorsport                  | Dudley Wood Costas Los Tom Hessert                                | Ford Cosworth DFL 3.3L V8          | G      | 275    |
| 10   | C2     | 114 | Team Tiga Ford Denmark                | Thorkild Thyrring John Sheldon Ian Harrower                       | Tiga GC287                         | A      | 272    |
| 10   | C2     | 114 | Team Tiga Ford Denmark                | Thorkild Thyrring John Sheldon Ian Harrower                       | Ford Cosworth DBT-E 2.3L Turbo I4  | A      | 272    |
| 11   | C2     | 177 | Automobiles Louis Descartes           | Jacques Heuclin Dominique Lacaud Louis Descartes                  | ALD 03                             | A      | 270    |
| 11   | C2     | 177 | Automobiles Louis Descartes           | Jacques Heuclin Dominique Lacaud Louis Descartes                  | BMW M88 3.5L I6                    | A      | 270    |
| 12   | C1     | 40  | Graff Racing                          | Jean-Philippe Grand Gaston Rahier Jacques Terrien                 | Rondeau M482                       | G      | 260    |
| 12   | C1     | 40  | Graff Racing                          | Jean-Philippe Grand Gaston Rahier Jacques Terrien                 | Ford Cosworth DFL 3.3L V8          | G      | 260    |
| NC   | C2     | 127 | Chamberlain Engineering               | Nick Adams Graham Duxbury Richard Jones                           | Spice SE86C                        | A      | 240    |
| NC   | C2     | 127 | Chamberlain Engineering               | Nick Adams Graham Duxbury Richard Jones                           | Hart 418T 1.8L Turbo I4            | A      | 240    |
| NC   | C2     | 178 | Automobiles Louis Descartes           | Michel Lateste Gérard Tremblay Sylvain Boulay                     | ALD 02                             | A      | 236    |
| NC   | C2     | 178 | Automobiles Louis Descartes           | Michel Lateste Gérard Tremblay Sylvain Boulay                     | BMW M88 3.5L I6                    | A      | 236    |
| DNF  | C2     | 181 | Dune Motorsport                       | Neil Crang Jean Krucker Duncan Bain                               | Tiga GC287                         | A      | 260    |
| DNF  | C2     | 181 | Dune Motorsport                       | Neil Crang Jean Krucker Duncan Bain                               | Rover V64V 3.0L V6                 | A      | 260    |
| DNF  | C2     | 108 | Roland Bassaler                       | Jean-François Yver Yves Hervalet Hervé Bourjade                   | Sauber SHS C6                      | A      | 257    |
| DNF  | C2     | 108 | Roland Bassaler                       | Jean-François Yver Yves Hervalet Hervé Bourjade                   | BMW M88 3.5L I6                    | A      | 257    |
| DNF  | C1     | 6   | Silk Cut Jaguar Tom Walkinshaw Racing | Martin Brundle John Nielsen                                       | Jaguar XJR-8LM                     | D      | 231    |
| DNF  | C1     | 6   | Silk Cut Jaguar Tom Walkinshaw Racing | Martin Brundle John Nielsen                                       | Jaguar 6.9L V12                    | D      | 231    |
| DNF  | C2     | 123 | Charles Ivey Racing                   | John Cooper Tom Dodd-Noble Max Cohen-Olivar                       | Tiga GC287                         | G      | 224    |
| DNF  | C2     | 123 | Charles Ivey Racing                   | John Cooper Tom Dodd-Noble Max Cohen-Olivar                       | Porsche Type-935 2.6L Turbo Flat-6 | G      | 224    |
| DNF  | C2     | 116 | Luigi Taverna Technoracing            | Luigi Taverna Evan Clements Patrick Trucco                        | Alba AR3                           | A      | 219    |
| DNF  | C2     | 116 | Luigi Taverna Technoracing            | Luigi Taverna Evan Clements Patrick Trucco                        | Ford Cosworth DFL 3.3L V8          | A      | 219    |
| DNF  | GTX    | 203 | Rothmans Porsche                      | René Metge Claude Haldi Kees Nierop                               | Porsche 961                        | D      | 199    |
| DNF  | GTX    | 203 | Rothmans Porsche                      | René Metge Claude Haldi Kees Nierop                               | Porsche Type-935 2.8L Turbo Flat-6 | D      | 199    |
| DNF  | C1     | 23  | Nissan Motorsport                     | Kazuyoshi Hoshino Kenji Takahashi Keiji Matsumoto                 | Nissan R87E                        | B      | 181    |
| DNF  | C1     | 23  | Nissan Motorsport                     | Kazuyoshi Hoshino Kenji Takahashi Keiji Matsumoto                 | Nissan VEJ30 3.0L Turbo V8         | B      | 181    |
| DNF  | C2     | 103 | John Bartlett Racing                  | Tim Lee-Davey Robin Donovan Raymond Boutinaud                     | Bardon DB1/2                       | A      | 172    |
| DNF  | C2     | 103 | John Bartlett Racing                  | Tim Lee-Davey Robin Donovan Raymond Boutinaud                     | Ford Cosworth DFL 3.0L V8          | A      | 172    |
| DNF  | C2     | 125 | Vetir Racing Team                     | Jean-Claude Justice Patrick Oudet Bruno Sotty                     | Tiga GC85                          | A      | 164    |
| DNF  | C2     | 125 | Vetir Racing Team                     | Jean-Claude Justice Patrick Oudet Bruno Sotty                     | Ford Cosworth DFL 3.3L V8          | A      | 164    |
| DNF  | C1     | 5   | Silk Cut Jaguar Tom Walkinshaw Racing | Jan Lammers John Marshall Watson Win Percy                        | Jaguar XJR-8LM                     | D      | 158    |
| DNF  | C1     | 5   | Silk Cut Jaguar Tom Walkinshaw Racing | Jan Lammers John Marshall Watson Win Percy                        | Jaguar 6.9L V12                    | D      | 158    |
| DNF  | C2     | 198 | Roy Baker Racing                      | David Andrews Mark Peters Mike Allison                            | Tiga GC286                         | A      | 139    |
| DNF  | C2     | 198 | Roy Baker Racing                      | David Andrews Mark Peters Mike Allison                            | Ford Cosworth DFL 3.3L V8          | A      | 139    |
| DNF  | C2     | 101 | Ecurie Ecosse                         | Mike Wilds Les Delano Andy Petery                                 | Ecosse C286                        | Y      | 135    |
| DNF  | C2     | 101 | Ecurie Ecosse                         | Mike Wilds Les Delano Andy Petery                                 | Ford Cosworth DFL 3.3L V8          | Y      | 135    |
| DNF  | C1     | 61  | Kouros Racing                         | Mike Thackwell Henri Pescarolo Hideki Okada                       | Sauber C9                          | M      | 123    |
| DNF  | C1     | 61  | Kouros Racing                         | Mike Thackwell Henri Pescarolo Hideki Okada                       | Mercedes-Benz M117 5.0L Turbo V8   | M      | 123    |
| DNF  | C1     | 3   | Brun Motorsport                       | Bill Adam Richard Spenard Scott Goodyear                          | Porsche 962C                       | M      | 120    |
| DNF  | C1     | 3   | Brun Motorsport                       | Bill Adam Richard Spenard Scott Goodyear                          | Porsche Type-935 2.8L Turbo Flat-6 | M      | 120    |
| DNF  | C1     | 32  | Nissan Motorsport                     | Masahiro Hasemi Takao Wada Aguri Suzuki                           | Nissan 87E                         | D      | 117    |
| DNF  | C1     | 32  | Nissan Motorsport                     | Masahiro Hasemi Takao Wada Aguri Suzuki                           | Nissan VEJ30 3.0L Turbo V8         | D      | 117    |
| DNF  | C1     | 15  | Liqui Moly Equipe                     | Jonathan Palmer James Weaver Price Cobb                           | Porsche 962C GTi                   | G      | 112    |
| DNF  | C1     | 15  | Liqui Moly Equipe                     | Jonathan Palmer James Weaver Price Cobb                           | Porsche Type-935 2.8L Turbo Flat-6 | G      | 112    |
| DNF  | C1     | 1   | Brun Motorsport                       | Michel Trollé Paul Belmondo Pierre de Thoisy                      | Porsche 962C                       | M      | 88     |
| DNF  | C1     | 1   | Brun Motorsport                       | Michel Trollé Paul Belmondo Pierre de Thoisy                      | Porsche Type-935 2.8L Turbo Flat-6 | M      | 88     |
| DNF  | C1     | 29  | Italya Sports                         | Anders Olofsson Alain Ferté Patrick Gonin                         | Nissan R86V                        | Y      | 86     |
| DNF  | C1     | 29  | Italya Sports                         | Anders Olofsson Alain Ferté Patrick Gonin                         | Nissan VG30ET 3.0L Turbo V6        | Y      | 86     |
| DNF  | C1     | 2   | Brun Motorsport                       | Oscar Larrauri Jesús Pareja Uwe Schäfer                           | Porsche 962C                       | M      | 40     |
| DNF  | C1     | 2   | Brun Motorsport                       | Oscar Larrauri Jesús Pareja Uwe Schäfer                           | Porsche Type-935 2.8L Turbo Flat-6 | M      | 40     |
| DNF  | C1     | 37  | Toyota Team Tom's                     | Tiff Needell Masanori Sekiya Kaoru Hoshino                        | Toyota 87C-L                       | B      | 39     |
| DNF  | C1     | 37  | Toyota Team Tom's                     | Tiff Needell Masanori Sekiya Kaoru Hoshino                        | Toyota 3S-GTM 2.1L Turbo I4        | B      | 39     |
| DNF  | C1     | 62  | Kouros Racing                         | Chip Ganassi Johnny Dumfries Mike Thackwell                       | Sauber C9                          | M      | 37     |
| DNF  | C1     | 62  | Kouros Racing                         | Chip Ganassi Johnny Dumfries Mike Thackwell                       | Mercedes-Benz M117 5.0L Turbo V8   | M      | 37     |
| DNF  | GTP    | 201 | Mazdaspeed Co. Ltd.                   | Yoshimi Katayama Yojiro Terada Takashi Yorino                     | Mazda 757                          | D      | 34     |
| DNF  | GTP    | 201 | Mazdaspeed Co. Ltd.                   | Yoshimi Katayama Yojiro Terada Takashi Yorino                     | Mazda 13G 2.0L 3-Rotor             | D      | 34     |
| DNF  | C1     | 36  | Toyota Team Tom's                     | Alan Jones Geoff Lees Eje Elgh                                    | Toyota 87C-L                       | B      | 19     |
| DNF  | C1     | 36  | Toyota Team Tom's                     | Alan Jones Geoff Lees Eje Elgh                                    | Toyota 3S-GTM 2.1L Turbo I4        | B      | 19     |
| DNF  | C2     | 113 | José Thibault                         | José Thibault André Heinrich                                      | Chevron B36                        | A      | 18     |
| DNF  | C2     | 113 | José Thibault                         | José Thibault André Heinrich                                      | Talbot PRV 3.0L V6                 | A      | 18     |
| DNF  | C1     | 18  | Rothmans Porsche                      | Bob Wollek Jochen Mass Vern Schuppan                              | Porsche 962C                       | D      | 16     |
| DNF  | C1     | 18  | Rothmans Porsche                      | Bob Wollek Jochen Mass Vern Schuppan                              | Porsche Type-935 3.0L Turbo Flat-6 | D      | 16     |
| DNF  | C1     | 51  | WM Secateva                           | Jean-Daniel Raulet François Migault Pascal Pessiot                | WM P86                             | M      | 14     |
| DNF  | C1     | 51  | WM Secateva                           | Jean-Daniel Raulet François Migault Pascal Pessiot                | Peugeot PRV 2.8L Turbo V6          | M      | 14     |
| DNF  | C1     | 52  | WM Secateva                           | Roger Dorchy Philippe Gache Dominique Delestre                    | WM P87                             | M      | 13     |
| DNF  | C1     | 52  | WM Secateva                           | Roger Dorchy Philippe Gache Dominique Delestre                    | Peugeot PRV 2.8L Turbo V6          | M      | 13     |
| DNF  | C2     | 118 | Olindo Iacobelli                      | Olindo Iacobelli Jean-Louis Ricci Georges Tessier                 | Royale RP40                        | M      | 13     |
| DNF  | C2     | 118 | Olindo Iacobelli                      | Olindo Iacobelli Jean-Louis Ricci Georges Tessier                 | Ford Cosworth DFL 3.3L V8          | M      | 13     |
| DNF  | C2     | 200 | Dahm Cars Racing Team                 | Peter Fritsch Teddy Pilette Jean-Paul Libert                      | Argo JM19                          | G      | 12     |
| DNF  | C2     | 200 | Dahm Cars Racing Team                 | Peter Fritsch Teddy Pilette Jean-Paul Libert                      | Porsche Type-930 3.2L Turbo Flat-6 | G      | 12     |
| DNF  | C1     | 8   | Joest Racing                          | Frank Jelinski Stanley Dickens Hurley Haywood Sarel van der Merwe | Porsche 962C                       | G      | 7      |
| DNF  | C1     | 8   | Joest Racing                          | Frank Jelinski Stanley Dickens Hurley Haywood Sarel van der Merwe | Porsche Type-935 2.8L Turbo Flat-6 | G      | 7      |
| DNF  | C1     | 10  | Porsche Kremer Racing                 | Kris Nissen Volker Weidler Kunimitsu Takahashi                    | Porsche 962C                       | Y      | 6      |
| DNF  | C1     | 10  | Porsche Kremer Racing                 | Kris Nissen Volker Weidler Kunimitsu Takahashi                    | Porsche Type-935 2.8L Turbo Flat-6 | Y      | 6      |
| DNF  | C2     | 117 | Team Lucky Strike Schanche            | Martin Schanche Will Hoy Robin Smith                              | Argo JM19B                         | G      | 5      |
| DNF  | C2     | 117 | Team Lucky Strike Schanche            | Martin Schanche Will Hoy Robin Smith                              | Zakspeed 1.8L Turbo I4             | G      | 5      |
| DNF  | C1     | 7   | Joest Racing                          | Sarel van der Merwe David Hobbs Chip Robinson                     | Porsche 962C                       | G      | 4      |
| DNF  | C1     | 7   | Joest Racing                          | Sarel van der Merwe David Hobbs Chip Robinson                     | Porsche Type-935 2.8L Turbo Flat-6 | G      | 4      |
| DNF  | C1     | 42  | Noël del Bello                        | Pierre-Alain Lombardi Gilles Lempereur Jacques Guillot            | Sauber C8                          | G      | 4      |
| DNF  | C1     | 42  | Noël del Bello                        | Pierre-Alain Lombardi Gilles Lempereur Jacques Guillot            | Mercedes-Benz M117 5.0L Turbo V8   | G      | 4      |
| DNS  | C1     | 19  | Rothmans Porsche AG                   | Kees Nierop Price Cobb Vern Schuppan                              | Porsche 962C                       | D      | 0      |
| DNS  | C1     | 19  | Rothmans Porsche AG                   | Kees Nierop Price Cobb Vern Schuppan                              | Porsche Type-935 3.0L Turbo Flat-6 | D      | 0      |
| DNQ  | C2     | 171 | CEE Sport Racing                      | Slim Borgudd Tryggve Gronvall Andrew Ratcliffe                    | Tiga GC286                         | A      | 0      |
| DNQ  | C2     | 171 | CEE Sport Racing                      | Slim Borgudd Tryggve Gronvall Andrew Ratcliffe                    | Volvo 2.3L Turbo I4                | A      | 0      |

1923 · 1924 · 1925 · 1926 · 1927 · 1928 · 1929 · 1930 · 1931 · 1932 · 1933 · 1934 · 1935 · 1936 · 1937 · 1938 · 1939 · 1940 - 1948 · 1949 · 1950 · 1951 · 1952 · 1953 · 1954 · 1955 (Ramp) · 1956 · 1957 · 1958 · 1959 · 1960 · 1961 · 1962 · 1963 · 1964 · 1965 · 1966 · 1967 · 1968 · 1969 · 1970 · 1971 · 1972 · 1973 · 1974 · 1975 · 1976 · 1977 · 1978 · 1979 · 1980 · 1981 · 1982 · 1983 · 1984 · 1985 · 1986 · 1987 · 1988 · 1989 · 1990 · 1991 · 1992 · 1993 · 1994 · 1995 · 1996 · 1997 · 1998 · 1999 · 2000 · 2001 · 2002 · 2003 · 2004 · 2005 · 2006 · 2007 · 2008 · 2009 · 2010 · 2011 · 2012 · 2013 · 2014 · 2015 · 2016 · 2017 · 2018 · 2019 · 2020 · 2021 · 2022 · 2023 · 2024